# Трояново (Курська область)
Трояново (рос. Трояново) — село в Желєзногорському районі Курської області Російської Федерації.
Населення становить 189 осіб. Входить до складу муніципального утворення Трояновська сільрада.

## Історія
Населений пункт розташований на території українського етнічного та культурного краю Східна Слобожанщина.
Від 2004 року входить до складу муніципального утворення Трояновська сільрада.

## Населення
| 1853 | 1866 | 1877 | 1897  | 1926  | 1979 | 2002 |
| ---- | ---- | ---- | ----- | ----- | ---- | ---- |
| 971  | ↘922 | ↗939 | ↗1331 | ↘1165 | ↘335 | ↘258 |
| 2010 |      |      |       |       |      |      |
| ↘189 |      |      |       |       |      |      |